# Strona postępowania karnego
Strona postępowania karnego – podmiot, który ma interes prawny w pewnym, korzystnym dla siebie rozstrzygnięciu o przedmiocie procesu karnego. Strona procesowa jest jedną z kategorii uczestników procesu. Bez istnienia stron nie można w procesie karnym mówić o zasadzie kontradyktoryjności. Strona procesu karnego musi posiadać konieczne przymioty: zdolność sądową, zdolność procesową i legitymację procesową.

## Podział stron procesu karnego
- Strony zasadnicze i strony szczególne:
  - strona zasadnicza – podmiot, który występuje w trybie zwyczajnym, jak również w większości trybów szczególnych. Są to: 
    - w postępowaniu przygotowawczym: podejrzany i pokrzywdzony,
    - w postępowaniu jurysdykcyjnym: oskarżyciel i oskarżony;

  - strona szczególna – podmioty występujące tylko w określonym trybie szczególnym, związane wyłącznie z tym trybem. W postępowaniu karnym skarbowym są nim interwenient, a w postępowaniu z nieletnimi stronami są nieletni, rodzice lub opiekun nieletniego, prokurator.
- Strony czynne i bierne:
  - strona czynna – podmiot, który występuje do organu procesowego z żądaniem rozstrzygnięcia kwestii odpowiedzialności prawnej. Zaliczyć tu trzeba: pokrzywdzonego i oskarżyciela;
  - strona bierna – podmiot przeciwko któremu skierowane jest żądanie rozstrzygnięcia o odpowiedzialności prawnej. Zaliczyć tu trzeba: podejrzanego w postępowaniu przygotowawczym, oskarżonego w postępowaniu jurysdykcyjnym i skazanego w postępowaniu wykonawczym.
- Strony zastępcze i strony nowe:
  - strona zastępcza – podmiot mogący wykonywać prawa przysługujące pokrzywdzonemu, który zmarł zanim został stroną procesu.
  - strona nowa – podmiot mogący wykonywać prawa przysługujące pokrzywdzonemu, który zmarł będąc już stroną procesu.

W obu przypadkach prawa pokrzywdzonego może wykonywać osoba najbliższa lub pozostająca na jego utrzymaniu. W wypadku ich braku lub nieujawnienia prawa te przysługują prokuratorowi (art. 52 KPK).

## Współuczestnictwo
O współuczestnictwie procesowym można mówić, gdy w danej sprawie w tej samej roli procesowej po stronie czynnej lub biernej występuje kilka podmiotów.

### Współuczestnictwo po stronie czynnej
Współuczestnictwo po stronie czynnej ma miejsce, gdy występuje wielu pokrzywdzonych, którzy w postępowaniu przygotowawczym mają status strony. Nie ma również przeszkód by w postępowaniu sądowym było kilku oskarżycieli posiłkowych występujących w procesie obok oskarżyciela publicznego, choć ich liczba może zostać ograniczona przez sąd (art. 56 KPK). Niedopuszczalne jest z kolei występowanie w postępowaniu sądowym kilku oskarżycieli publicznych.

### Współuczestnictwo po stronie biernej
Współuczestnictwo po stronie biernej ma miejsce, gdy w danej sprawie jest kilku oskarżonych. Dzieje się tak, gdy zachodzi tzw. właściwość łączna. Nie oznacza to współuczestnictwa koniecznego. Jeżeli zachodzą okoliczności utrudniające łączne rozpoznanie spraw, można wyłączyć i odrębnie rozpoznać sprawy poszczególnych osób lub o poszczególne czyny (art. 34 § 3 KPK).